# 安家堡乡
安家堡乡，是中华人民共和国河北省张家口万全区下辖的一个乡镇级行政单位。为省级粮食和蔬菜重点生产基地县，国家级玉米制种重点生产基地。有古文化遗址5处，著名的有明长城、玉皇阁、汉墓群。

## 行政区划
安家堡乡下辖以下地区：
安家堡村、第七屯村、第八屯村、安静庄村、龙池屯村、梁太庄村、新羊屯村、李受庄村、贾贤庄村、王玉庄村、邹家庄村、赵家梁村、张贵屯村和田茂庄村。

## 交通
- 京包铁路：王玉庄站
- 110国道
- 京张高速公路
- 张(家口)怀(安)公路过境。